# Hieronymus Nopp
Hieronymus Nopp, auch Noppius (* um 1495 in Herzogenaurach; † 10. August 1551 in Nürnberg) war ein deutscher evangelischer Theologe, Lehrer, Rektor und als Reformator in Regensburg tätig.

## Leben
Über Hieronymus Jugend ist nichts bekannt. Die erste Nachricht ist die von seiner Immatrikulation am 1. Juni 1519 in Wittenberg. Noch als Student wurde er als Lehrer an der Ratsschule in Zwickau angestellt, wo er bis 1536 blieb. Dort hatte er auch geheiratet. Die Ehe  blieb kinderlos. In den Jahren 1537–1540 war er Rektor in Schneeberg. 
Auf Martin Luthers Empfehlung kam Nopp 1543 als Prediger nach Regensburg, zusammen mit Nicolaus Gallus als Diakon. Im Februar 1544 hielt Nopp seine Probepredigt und wurde gleich als Pfarrer gewählt. Auf Wunsch des Rates ging er nach Wittenberg, um den Doktorgrad zu erwerben und sich ordinieren zu lassen. Die von Luther für seine Disputation aufgestellten Thesen liegen noch vor. Sie behandeln den rechtfertigenden Glauben.
Nopp und Gallus wurden zu den Reformatoren Regensburg. Sie begründeten dort das Kirchenwesen, während der Rat ein Konsistorium schuf. Bis 1546 konnte die Reformation sich ungestört entwickeln und entfalten. Nopp, der milde und tolerant war, kümmerte sich vor allem um die Glaubensangelegenheiten, die Politik lag ihm fern. Dabei nahm er eine ganz klare Linie ein. 
So sorgte er zuerst dafür, dass 1543 die „schöne Maria“, die Wallfahrer anzog, abgebrochen wurde. Mit dem Augsburger Interim war diese Entwicklung ausgelöscht. Nopp wurde mit allen Mitarbeitern aus Regensburg vertrieben und lebte in den folgenden Jahren ohne festes Amt. Seinem Rückruf 1551 nach Regensburg konnte er nicht mehr folgen, er starb vorher in seinem Zufluchtsort Nürnberg.